# Eleocharis uniglumis
Scirpe à une écaille, Héléocharis à une écaille, Éléocharide uniglume, Souchet à une glume
Espèce
Synonymes
- Eleocharis palustris (L.) Roem. & Schult. subspecies uniglumis Hartm.
- Scirpus uniglumis Link
- Scirpus uniglumis Link

Statut de conservation UICN

 LC  : Préoccupation mineure
Eleocharis uniglumis, connu en français selon les noms de Scirpe à une écaille, Souchet à une glume, Héléocharis à une écaille et Éléocharide uniglume est une plante herbacée de la famille des Cyperaceae.

## Noms
La plante est connue en France sous le nom de Scirpe à une écaille et de Souchet à une glume, en Suisse comme étant l'Héléocharis à une écaille et au Canada comme étant l'Éléocharide uniglume,,.

## Liste des sous-espèces et variétés
Selon Catalogue of Life (4 juin 2014) :
- sous-espèce Eleocharis uniglumis subsp. septentrionalis
- sous-espèce Eleocharis uniglumis subsp. sterneri
- sous-espèce Eleocharis uniglumis subsp. uniglumis

Selon NCBI (4 juin 2014) :
- sous-espèce Eleocharis uniglumis subsp. sterneri

Selon The Plant List (4 juin 2014) :
- sous-espèce Eleocharis uniglumis subsp. septentrionalis (Zinserl.) T.V.Egorova

Selon Tropicos (4 juin 2014) (Attention liste brute contenant possiblement des synonymes) :
- sous-espèce Eleocharis uniglumis subsp. fennica (Palla ex Kneuck. & G. Zinserl.) Vestergr.
- sous-espèce Eleocharis uniglumis subsp. septentrionalis T.V. Egorova
- sous-espèce Eleocharis uniglumis subsp. sterneri Strandh.
- sous-espèce Eleocharis uniglumis subsp. uniglumis
- sous-espèce Eleocharis uniglumis subsp. watsonii (Bab.) K. Richt.
- variété Eleocharis uniglumis var. affinis (C.A. Mey. ex Claus) Nyman
- variété Eleocharis uniglumis var. fennica (Palla ex Kneuck. & G. Zinserl.) Holmb.
- variété Eleocharis uniglumis var. halophila Fernald & Brackett
- variété Eleocharis uniglumis var. latior T. Koyama
- variété Eleocharis uniglumis var. septentrionalis Strandhede
- variété Eleocharis uniglumis var. transcaucasica T. Koyama
- variété Eleocharis uniglumis var. uniglumis
- variété Eleocharis uniglumis var. watsonii (Bab.) Nyman